# Smoky Mountain Raceway
De Smoky Mountain Raceway is een racecircuit gelegen in Maryville, Tennessee. Het is een ovaal circuit met onverhard wegdek van 0,4 mijl of 640 meter in lengte. Het circuit werd tussen 1965 en 1971 gebruikt voor een wedstrijd uit de NASCAR Grand National Series.

## Winnaars op het circuit
Winnaars op het circuit uit de Grand National Series.
| Jaar | Race               | Winnaar         | Auto     |
| ---- | ------------------ | --------------- | -------- |
| 1965 | -                  | Dick Hutcherson | Ford     |
| 1966 | East Tennessee 200 | David Pearson   | Dodge    |
| 1966 | Smoky Mountain 200 | Paul Lewis      | Plymouth |
| 1967 | East Tennessee 200 | Richard Petty   | Plymouth |
| 1967 | Smoky Mountain 200 | Dick Hutcherson | Ford     |
| 1968 | -                  | Richard Petty   | Plymouth |
| 1968 | Smoky Mountain 200 | Richard Petty   | Plymouth |
| 1969 | Maryville 300      | Bobby Isaac     | Dodge    |
| 1969 | Smoky Mountain 200 | Richard Petty   | Ford     |
| 1970 | Maryville 200      | Bobby Isaac     | Dodge    |
| 1970 | East Tennessee 200 | Richard Petty   | Plymouth |
| 1971 | Maryville 200      | Richard Petty   | Plymouth |